# Reproducció assistida

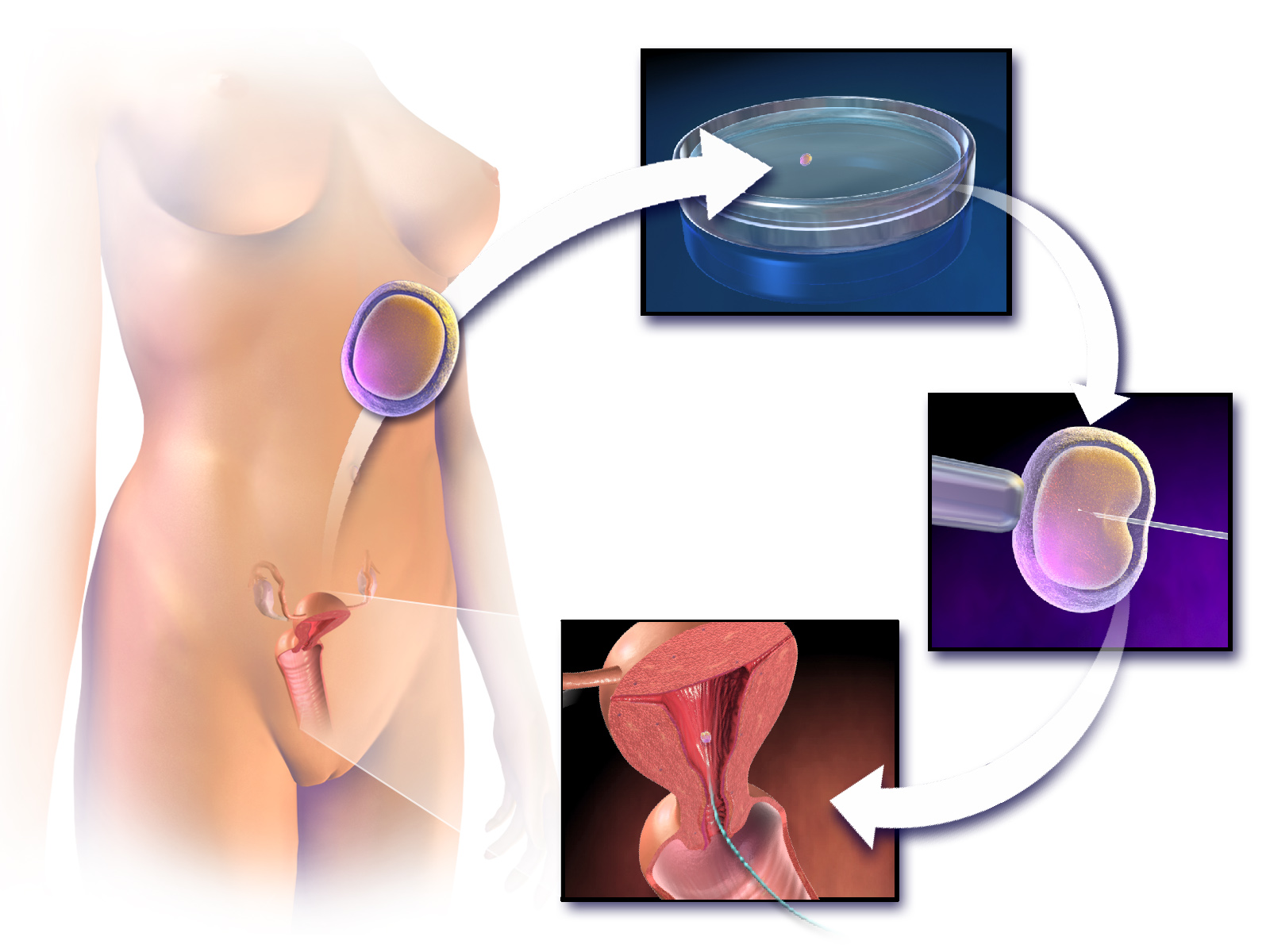
Reproducció assistida.

Reproducció assistida o fecundació artificial és un conjunt de pràctiques clíniques i biològiques on la medicina intervé en el procés de procreació a fi de permetre que parelles no fèrtils puguin tenir un infant. Tot i que a vegades hi pot haver confusions, la reproducció assistida no es redueix tan sols a la fecundació in vitro, la qual és tan sols un dels mètodes emprats. El terme s'utilitza de manera genèrica per a qualsevol tècnica de tractament de l'esterilitat o infertilitat que comporti una manipulació dels gàmetes.

## Mètodes
Els mètodes més utilitzats són: La inseminació artificial i la fecundació in vitro, tot i que existeixen altres tècniques com la microinjecció espermàtica que es fa servir quan les dues tècniques anteriors no donen resultat:

### Inseminació artificial
És la introducció mitjançant tècniques mèdiques del semen o esperma a la vagina de la dona amb la finalitat d'aconseguir una gestació. Normalment, amb aquesta tècnica, de cada 100 cicles d'inseminació 13 resulten en gestació, i de cada 100 parelles que completen 4 cicles, 60 aconsegueixen gestació. De tots els embarassos aconseguits, un 15-20% són de bessons i un altre 15% es malmeten.
Es distingeixen dues situacions segons l'origen del semen: 
- Inseminació artificial homòloga o conjugal (IAH): el semen procedeix de la parella. Es porta a terme la inseminació de manera artificial quan hi ha alguna dificultat perquè es dipositi l'esperma a la vagina de la dona de manera natural (el coit), per exemple a causa de problemes d'ejaculació precoç, vaginisme, impotència o ejaculació retrògrada. També es pot recórrer a l'IAH quan la dona presenta malformacions uterines, un moc cervical massa espès, disfuncions ovulatòries, etc. o simplement quan la causa d'esterilitat en la parella sigui desconeguda (15% dels casos).
- Inseminació artificial amb donant (IAD): el semen prové d'un donant anònim. Es recorre a un banc de semen quan l'integrant masculí de la parella presenta azoospèrmia, una malaltia genètica hereditària o una malaltia de transmissió sexual, quan la pacient és una dona sense parella, etc.

La inseminació artificial consta de tres fases: 
- Estimulació hormonal de l'ovari, per augmentar el nombre d'oòcits madurs.
- Preparació del semen, seleccionant i concentrant els espermatozoides mòbils.
- Inseminació de la dona, que es realitza en una consulta.

### Fecundacióin vitro(FIV)
Extracció de l'ovòcit femení per fecundar-lo fora de l'organisme de la dona amb espermatozoides obtinguts prèviament de l'home. Després de la fecundació, l'embrió és implantat en el cos de la dona. Aquesta via rep el nom de fecundació in vitro (FIV, o IVF per les sigles en anglès). La FIV consta de sis fases: 
- Estimulació de l'ovari amb hormones.
- Extracció d'oòcits, en el cas d'infertilitat femenina, es pot recórrer a la donació d'oòcits.
- Inseminació d'aquests, que pot produir-se: De forma clàssica, posant junts els oòcits i els espermatozoides prèviament seleccionats i tractats. Mitjançant la microinjecció espermàtica d'espermatozoides (ICSI) en el cas que els gàmetes masculins presentin problemes de mobilitat.
- Cultiu in vitro de l'embrió, durant el període de cultiu l'embrió passa per diferents estats de desenvolupament. Habitualment els embrions romanen en cultiu un total de tres dies. En algunes ocasions, és convenient prolongar el cultiu dels embrions al laboratori fins a l'estadi anomenat de blastocist (~ 6 dies).
- Transferència embrionària, es pot realitzar bé a l'úter o bé a les trompes i té lloc per via transcervical, sense anestèsia. Les taxes d'embaràs amb FIV i ICSI estan al voltant del 50%, i són superiors al 60% en el cas de donació d'oòcits.
- Congelació i descongelació d'embrions si escau, un cop s'ha transferit el nombre d'embrions adequat per a cada cas, els embrions viables sobrants es sotmeten a un procés de congelació, que permet conservar-los durant un temps. D'aquesta manera, aquests embrions estan disponibles en el moment en què siguin requerits per la parella. Les taxes d'èxit amb transferència d'embrions congelats són similars a la resta dels tractaments, i superen el 40%, sense augment del risc d'avortament o malformacions.

La reproducció assistida (in utero o in vitro) és una pràctica molt comuna, encara que depenent dels centres, els resultats poden canviar.

### La microinjecció espermàtica (ICSI)
Es fa servir quan les dues tècniques anteriors no han donat resultat. Consisteix a introduir el nucli d'un espermatozoide, que conté el material genètic, a l'interior d'un òvul.
Actualment es disposa de bancs de gàmetes procedents de donants anònims. Els gàmetes es conserven congelats i després de controls mèdics molt rigorosos, tant els òvuls com els espermatozoides es poden fer servir per a la fecundació.

### Una altra tècnica de reproducció assistida
En alguns països es porten a terme tècniques diferents, com les anomenades mares de lloguer: en aquest cas, una dona alberga a l'úter un embrió obtingut fecundant in vitro un òvul amb un espermatozoide d'altres persones.

## Avantatges i inconvenients de la fecundació in vitro

### Avantatges
- S'estimulen els ovaris perquè produeixin un elevat número de fol·licles, que és d'on sortiran els òvuls.
- Al realitzar aquesta tècnica, es pot realitzar un diagnòstic genètic preimplantacional (DGP), per a descartar els embrions no sans.
- Els embrions restants es poden criopreservar per a futurs embarassos de la pacient.

### Inconvenients
- La pacient s'ha d'injectar hormones durant un període de 10 a 15 dies.
- Per extreure els ovòcits cal passar per quiròfan i administrar una lleugera sedació.
- Hi ha risc d'hiperestimulació ovàrica. Quan els ovaris creixen més del compte per la medicació, produeixen massa òvuls i pot haver-hi vessament de líquid peritoneu, amb els conseqüents problemes.

## Avantatges i inconvenients de la inseminació artificial

### Avantatges
- Recomanada en dones de menys de 37 anys sense parella masculina (IAD).
- Les hormones que s'han d'injectar són de baixa dosis.
- És un procediment senzill, que es realitza a la mateixa consulta.

### Inconvenients
- En parelles heterosexuals, la taxa d'èxit és inferior al 10%.
- Hi ha molt risc de gestació múltiple.

## Problemes de la reproducció assistida
Els principals problemes associats a la fecundació in vitro poden estar derivats de l'estimulació ovàrica o l'embaràs. També es presenten consideracions bioètiques.

### Riscos derivats de l'estimulació
- Síndrome d'hiperestimulació ovàrica. Es produeix durant la fase lútia del cicle menstrual i consisteix en una resposta anormalment alta dels ovaris davant l'estimulació hormonal, i que a més és persistent en el temps. Es tracta d'una complicació derivada dels tractaments hormonals d'estimulació ovàrica en reproducció assistida, principalment relacionats amb l'administració de hCG. Els símptomes més destacats d'aquesta síndrome són l'ascites, el creixement ovàric i el dolor abdominal. La probabilitat que ocorri una resposta exagerada (hiperestimulació) amb risc per a una pacient és inferior a l'1%, i la complicació més greu és la torsió d'ovaris, que pot desembocar en hemorràgies internes.

- Embarassos múltiples: En cicles on es transfereixen dos embrions la probabilitat de tenir un embaràs gemel·lar és del 6%. En cicles on es transfereixen tres embrions la probabilitat de tenir un embaràs gemel·lar és del 12%, i la de tenir un embaràs triple és del 3%.[1] És important portar a terme controls ecogràfics i mesurar els nivells d'estradiol per cancel·lar el cicle de reproducció assistida en el cas que es detectin més de dos o tres fol·licles ovulatoris. Un embaràs múltiple té importants riscos de salut tant per a la mare com per als fetus, i normalment desemboca en un part prematur.

### Riscos derivats de l'embaràs
- Avortament natural: es calcula que es produeix entre el 20-22% dels casos. La majoria dels avortaments espontanis ocorren en les primeres setmanes d'embaràs.
- Embaràs ectòpic: entre 2 i 5 dones de cada 100 sotmeses a fecundació in vitro poden tenir un embaràs ectòpic, mentre que en els embarassos concebuts de manera natural la probabilitat és d'1% - 1,5%.